# Хорватский музыкальный институт

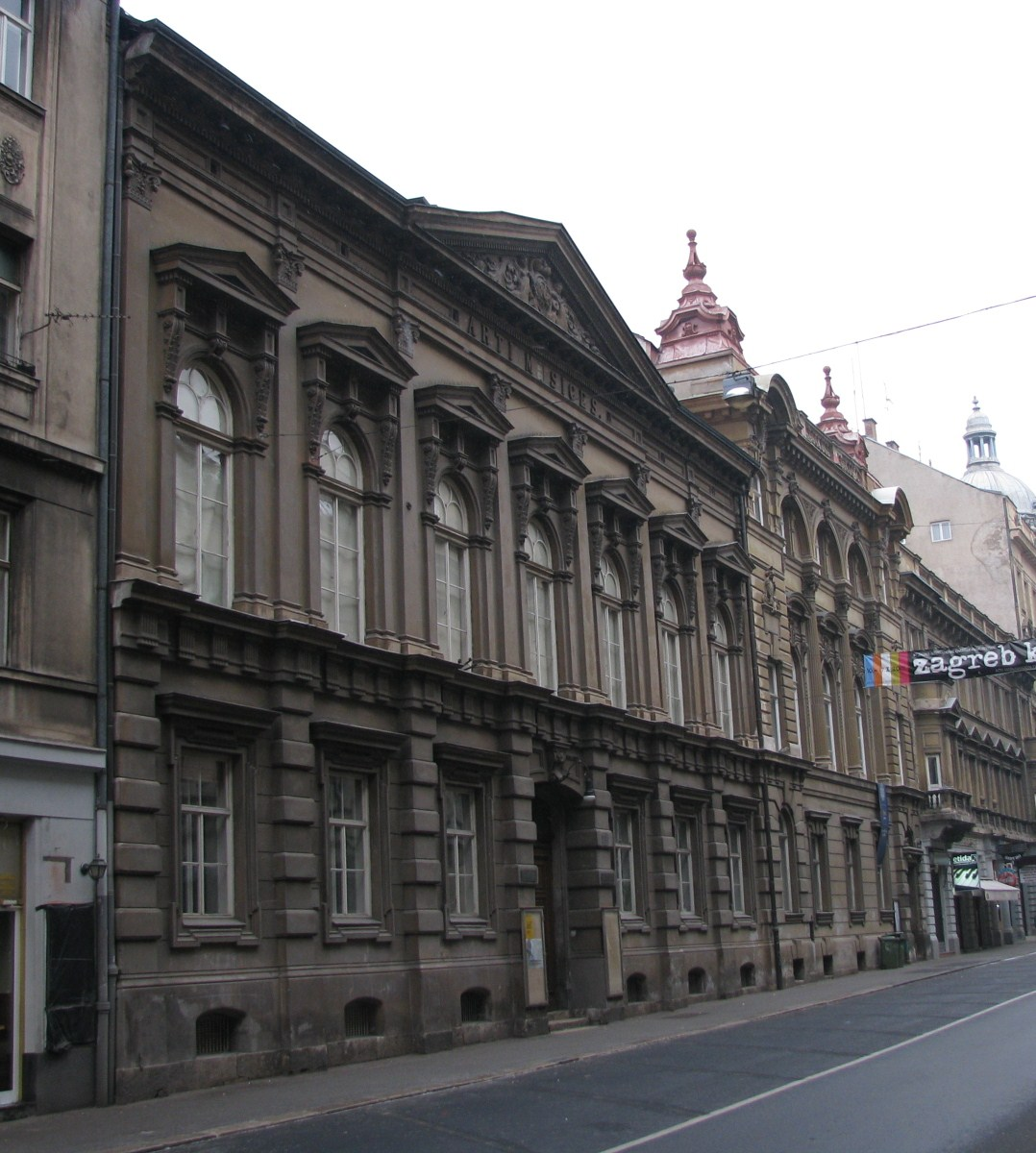
Здание Хорватского музыкальном института в Загребе

Хорватский музыкальный институт (Hrvatski glazbeni zavod) — старейшая музыкальная организация Хорватии, а также второй по значению концертный зал в стране (после Концертного зала имени Ватрослава Лисинского).
Основан в 1827 как Загребское филармоническое общество, известное также под немецким названием Музикферайн (Musikverein). С тех пор общество не раз меняло своё название:
- 1851 — Общество любителей музыки в Хорватии и Славонии (Društvo prijatelja glazbe u Hrvatskoj i Slavoniji)
- 1861 — Национальный светский музыкальный институт, Narodni zemaljski glazbeni zavod
- 1895 — Хорватский светский музыкальный институт, Hrvatski zemaljski glazbeni zavod
- 1925 — современное название

Хорватский музыкальный институт определял концертную жизнь в городе: в 1829 его усилиями была открыта первая музыкальная школа (впоследствии это учебное заведение развилось в Загребскую консерваторию), опубликованы произведения хорватских композиторов и т. д. В зале Хорватского музыкального института выступали Ференц Лист, Святослав Рихтер, Давид Ойстрах, Мстислав Ростропович и другие известные музыканты.
В 1977 году институт удостоен премии Владимира Назора.